# Кувейт на Играх исламской солидарности
Кувейт принимает участие в Играх исламской солидарности, начиная с Игр 2005 года.
За все Игры спортивные делегации Кувейта завоевали всего 34 медали, из них 7 золотых, в медальном зачёте занимают 17-е место.

## Медальный зачёт
С учётом результатов Игр 2021 года.
| Игры           | Золото         | Серебро        | Бронза         | Всего          | Место          |
| Мекка 2005     | 1              | 4              | 5              | 10             | 14             |
| Палембанг 2013 | 1              | 4              | 3              | 8              | 15             |
| 2017           | не участвовали | не участвовали | не участвовали | не участвовали | не участвовали |
| Конья 2021     | 5              | 9              | 2              | 16             | 11             |
| Всего          | 7              | 17             | 10             | 34             | 17             |